# 整容日记
整容日记（英語：The Truth About Beauty），2014年都市爱情喜剧电影，由林爱华执导、陈可辛监制，白百何、张瑶、郑中基、郭京飞主演。中国大陆地区于2014年4月1日首映，4月4日全国上映；香港地区于4月24日上映，当地分级为IIA級（儿童不宜）。

## 剧情
郭晶（白百何饰）是一名毕业在即的清華大學一級榮譽大学生，因为容貌像车祸现场，被交往三年的男友（郭京飞饰）直接从“女友”降级为“炮友”；而她的长相因为缺乏“存在感”，屡次被应聘单位视做透明。為了挽回尊嚴，她決定改頭換面，重新出發，一切從整容開始，用美麗贏取別人的讚美及欣賞。郭晶手握分手费，先后去了整容医院多次，进行了双眼皮手术。整容后，郭晶在层层筛选中通过面试，被世界500强的韩资企业录用，还被众多竞争者觊觎的面试官雷蒙（郑中基饰）在人群中多看了一眼。郭晶一路冲冲冲，凭借自身的努力陆续拥有了挺拔的鼻梁、性感的嘴唇，继而连工位都被调到了离老板更近的地方。郭晶的闺蜜薇薇（张瑶饰）受到郭晶的影响，也做了一次整容，而薇薇想要拥有和安吉丽娜茱莉一样的性感嘴唇，但是最后却整出了高低眉。郭晶更是不得不落荒而逃回到河南老家，与乡下父母对待整容截然不同态度的乡亲们，还围追堵截问她要签名。

## 角色
| 演員   | 角色 | 说明                           |
| 白百何 | 郭晶 | 毕业于清華大學的一級榮譽大学生 |
| 张瑶   | 薇薇 | 郭晶的闺蜜                     |
| 郑中基 | 雷蒙 | 郭晶所在公司项目经理及面试官   |
| 郭京飞 |      | 郭晶的前男友                   |

## 票房
该片于2014年4月4日在中国大陆首映时，当日票房为900万元（人民币，下同），与白百何以往的电影相比，票房成绩相差甚远（《被偷走的那五年》首日票房1600万，《分手合约》首日1500万，《失恋33天》首日2000万），截至2014年4月27日，票房达到8,255万元人民币（相当于1,338万美元）。

## 反响
各观众对该片的观点不一。有媒体报道称，该片被批“广告味浓重”，是一部“整形机构代言片”。部分观众表示，该片“整体感觉比较狗血，前半剧拍得比较写实；后面就稍有欠缺，有些无聊”，“看完全片后最大的感受便是，整容是面孔易改，本性难移”。